# Venezolanische Billie-Jean-King-Cup-Mannschaft
|                                                   |
| Teilnahmen der Venezolanischen Fed-Cup-Mannschaft |

Die venezolanische Billie-Jean-King-Cup-Mannschaft ist die Nationalmannschaft von Venezuela, die im Billie Jean King Cup eingesetzt wird. Der Billie Jean King Cup (bis 1995 Federation Cup, 1996 bis 2020 Fed Cup) ist der wichtigste Wettbewerb für Nationalmannschaften im Damentennis, analog dem Davis Cup bei den Herren.

## Geschichte
1984 nahm Venezuela erstmals am Billie Jean King Cup teil. Das beste Abschneiden erreichte das Team 1998 und 2001 mit der Teilnahme an den Play-offs zur Weltgruppe.

## Teamchefs (unvollständig)
- Miguel Arias
- Yohny Romero, seit 2013–2016
- William Campos, seit 2017

## Bekannte Spielerinnen der Mannschaft
- Milagros Sequera
- María Vento-Kabchi